# Девід Огден Стірс
Девід Огден Стірс (31 жовтня 1942 , Піорія, Іллінойс  — 3 березня 2018 , Ньюпорт, Орегон ) — американський актор і музикант, актор озвучування, відомий своїми ролями в диснеївських анімаційних фільмах, в телесеріалі М*A*S*H, в ролі майора Чарльза Емерсона Вінчестера III, і в науково-фантастичній драмі Мертва зона в ролі преподобного Джина Парді. Також відомий роллю окружного прокурора Майка Рестона в телесеріалі Перрі Мейсон.

## Життєпис
Девід Стірс народився в Пеорії, штат Іллінойс, син Маргарет Елізабет (до шлюбу Огден) і Кеннета Трумена Стірса. Він навчався в середній школі Урбана в той же час, що і кінокритик Роджер Еберт. Стіерс переїхав в Юджин, штат Орегон, де закінчив місцеву середню школу і короткий час провчився в університеті штату Орегон. Пізніше він відправився в Сан-Франциско, де виступав з акторської майстерні Каліфорнійського Шекспірівського театру Сан-Франциско, і імпровізаторською групою, до складу якої входили Роб Райнер і Hotel Howard Hesseman. Стіерс навчався в Джульярдській школі (Драматичне відділення, 1-я група: 1968—1972). Під час навчання Стіерс був актором-наставником Джона Хаусмана.